# André Lwoff
André Michel Lwoff (Ainay-le-Château, 8 maggio 1902 – Parigi, 30 settembre 1994) è stato un microbiologo francese tassonomo dei virus.
Lwoff ha vinto il premio Nobel per la medicina nel 1965, assieme a François Jacob e a Jacques Monod.
Il premio gli è stato assegnato per la scoperta del meccanismo che alcuni Provirus usano per infettare i batteri.
Nel 1962, Lwoff introdusse una nuova tassonomia dei virus.

## Biografia
André Michel Lwoff, nato a Ainay-le-Château, era il figlio di Marie Siminovitch, un'artista, e di Solomon Lwoff, uno psichiatra. All'età di 19 anni entrò a far parte dell'Institute Pasteur, dove fece un anno di medicina e si laureò in scienze, lavorando in modo costante in laboratorio.
Nel 1921 ebbe la fortuna di poter studiare sotto l'insegnamento del grande microbiologo Edouard Chatton, il quale ebbe una grande influenza su Lwoff. In seguito ottenne due importanti titoli accademici, M.D. nel 1927 e nel 1932 il Ph.D. Sempre nel 1932, grazie alla Rockefeller Foundation riuscì a passare un anno nel laboratorio di Otto Meyerhof nella città di Heidelberg, dove studiò l'ematina.
Nel 1936, ancora una volta con l'aiuto di una borsa di studio della Fondazione Rockefeller, Lwoff e sua moglie hanno trascorso sette mesi a Cambridge nel laboratorio di David Keilin; gli studi sul fattore V hanno portato ad identificarlo come una proteina essenziale dal punto di vista fisiologico per il batterio Haemophilus influenzae. D'ora in poi Lwoff principalmente concentrò i suoi studi riguardo al problema dei batteri lisogeni.
Dopo di che il Dr. Lwoff è stato nominato capo del dipartimento presso l'Institute Pasteur nel 1938, e Professore di Microbiologia presso la Facoltà di Scienze di Parigi nel 1959. 
Gli studi riguardanti i batteri e i virus assieme ai colleghi François Jacob e Jacques Monod portarono alla conferma della teoria dei Provirus proposta da Howard Temin. 
Nel 1954 il Prof. Lwoff iniziò a studiare i poliovirus. Gli esperimenti sulle relazioni tra la sensibilità alla temperatura di sviluppo virale e neurovirulenza lo hanno portato a considerare il problema di infezione virale. In questo modo è diventato chiaro che fattori non specifici svolgono un ruolo importante nello sviluppo della infezione primaria.
Dopo enormi quantità di studi e riconoscimenti, Lwoff il 30 settembre 1994 morì a Parigi a fianco della moglie.

## Batteri lisogeni e Provirus
Assieme ai colleghi François Jacob e Jacques Monod fece esperimenti al microscopio riguardanti i batteri isolati. Si interessò ai batteri lisogeni, nei quali la replicazione dei virus avviene in modo differente rispetto al ciclo litico normale.
Arrivò alla conclusione che un virus batteriofago si riproduce utilizzando il batterio stesso. In modo specifico Lwoff osservò il caso del ciclo riproduttivo che avveniva nei batteri lisogeni, chiamandolo ciclo lisogeno. 
I batteri attaccati dal virus sostanzialmente vengono sfruttati con due modalità differenti: il ciclo litico e quello lisogeno. 
Il primo prevede il passaggio del genoma del virus nel genoma batterico in modo da indurre l'ospite a produrre una quantità tale di unità virali da far morire il batterio stesso. Questo ciclo avviene in un solo batterio. 
Nel secondo caso l'infezione avviene allo stesso modo ma poi il genoma del virus si fonde con quello batterico. Il genoma virale prende il nome di profago e il materiale genetico virale non si limita alla cellula ospitante originaria ma verrà viene trasmesso ai batteri delle generazioni successive. In questo modo il numero di virus prodotti è ben maggiore rispetto al ciclo litico.
Questo studio, assieme alle tesi di Howard Martin Temin, dimostrò la reale esistenza dei virus e della loro attività.

## Studi, esperimenti e osservazioni
Il Dr. Lwoff prese un batterio lisogenico e lo immerse in una goccia di terreno di coltura. Quando il batterio lisogenico si riprodusse generò dei figli e ad ogni divisione un esemplare venne prelevato. Un batterio così si suddivideva per 19 volte senza liberare virus o mostrarne l'esistenza, ed i batteri figli dimostravano ancora il carattere lisogenico. Poiché nessun batterio presentava dei batteriofagi, il processo lisogenico doveva essere per forza di tipo perpetuo. Questa osservazione, assieme alle tesi di Hershy del 1952, portò il nostro scienziato ad affermare l'esistenza del profago, il DNA utilizzato dai virus per riprodursi che permane nel materiale genetico della cellula ospitante. Test eseguiti ai raggi x, dopo le scoperte precedenti, effettuate assieme a Louis Siminovitch e Niels Kjeldgaard, consolidarono l'esistenza del profago stesso. Questi studi portati avanti assieme a 
François Jacob e Jacques Monod, gli valsero il Premio Nobel per la medicina.

## Riconoscimenti e onorificenze
- Nobel per la medicina (1965)
- Académie des Sciences:
  - Lallemant, Noury, Longchampt, Chaussier, premi Petit d'Ormoy e il premio Charles-Léopold Mayer Foundation.

- Académie de Médecine:
  - il premio Barbier.
- Reale Accademia Olandese di Scienze e Arti:
  - la Medaglia Leeuwenhoek.
- British Biochemical Society:
  - la medaglia Keilin.

- Membro onorario:
  - Società Harvey (1954).
  - Società Americana dei Chimici biologici (1961)
  - Society for General Microbiology (1962)
  - Membro corrispondente della Società Botanica d'America (1956).

- Presidente della Associazione Internazionale delle Società microbiologici.
- Membro del Comitato Internazionale per l'Organizzazione delle scienze mediche.
- Membro delle: 
  - Société Zoologique de France
  - Société Exotique de Pathologie
  - Société de Biologie
- Presidente Société des Microbiologistes de langue française.
- Membro onorario: 
  - New York Academy of Sciences (1955)
  - Esteri della American Academy of Arts and Sciences (1958)
- Associato della National Academy of Sciences degli Stati Uniti d'America (1955)
- Lauree ad honorem dalle seguenti università:
- (. D. SC, 1959) Chicago, Oxford (D.Sc., 1959)
- Glasgow (dottore in giurisprudenza, 1963)
- Lovanio (M. D., 1966).[1]